# Emelie Lundberg
Emelie Mathilda Viktoria Lundberg, född 10 mars 1993, är en svensk före detta fotbollsmålvakt.

## Karriär
Lundbergs moderklubb är Triangelns IK. Inför säsongen 2009 gick hon över till Eskilstuna United.
I augusti 2011 lånades hon ut till KIF Örebro. Lundberg debuterade i Damallsvenskan den 28 augusti 2011 i en 4–0-vinst över Djurgården. Till säsongen 2012 värvades Lundberg av KIF Örebro, där hon under säsongen endast fick agera andremålvakt bakom Stephanie Labbé. I juli 2012 lånades hon tillbaka till Eskilstuna United. Till säsongen 2013 blev det en övergång till Eskilstuna och hon stannade alltså kvar i klubben.
I november 2016 förlängde Lundberg sitt kontrakt i Eskilstuna United med två år. I november 2019 förlängde hon sitt kontrakt med två år. Efter säsongen 2021 valde Lundberg att avsluta sin fotbollskarriär.
2025 tillträdde hon som sportchef efter Therese Sjögran i FC Rosengård.